# Einar Axel Malmstrom
Einar Axel Malmstrom, född 14 juli 1907 i Chicago, Illinois, död 21 augusti 1954 nära Great Falls, Montana, var en amerikansk militär och krigsfånge.
Malmstrom Air Force Base nära Great Falls, Montana är uppkallat efter honom.

## Biografi
Malmstrom gick med i Washington State National Guard den 12 maj 1929 och utnämndes till underlöjtnant den 25 maj 1931. Han kallades i till tjänstgöring i september 1940 och förflyttades till Europa maj 1943. När han flög sitt 58 stridsuppdrag i april 1944  blev han nedskjuten över Frankrike och tillfångatagen av tyskarna. Han tillbringade sedan ett år som krigsfånge i ett krigsfångeläger i Barth. Där var han befälhavare för de amerikanska fångarna. För detta tilldelades han  utmärkelsen Bronze Star.
Efter kriget återvände han till USA i maj 1945. Där flyttades han runt mellan olika baser fram till augusti 1949 då han började studera på Flygkrigsskolan. När han var klar med studierna tjänstgjorde han tre år på Flygkrigsskolan som senior flygvapeninstruktör. Därefter var han personalansvarig på Lockbourne Air Force Base i Ohio innan han flyttades till Great Falls Air Force Base, Montana, den 1 februari 1954. Där tjänstgjorde han som biträdande flottiljchef.
Malmstrom omkom i en flygolycka 1954 nära staden Great Falls när han flög ett militärflygplan. Han lämnade efter sig sin fru Katryn samt en son och en dotter.
Under den korta perioden som vice flottiljchef engagerade sig Malmstrom i det sociala livet i Great Falls. Efter hans död startade invånarna där kampanj för att döpa om basen efter honom. Den 15 juni 1956 ändrades namnet på Great Falls Air Force Base till Malmstrom Air Force Base.
Malmstrom är av svensk härkomst då hans föräldrar var svenska immigranter.